# Lanco
Lanco è un comune del Cile della provincia di Valdivia nella Regione di Los Ríos. Al censimento del 2002 possedeva una popolazione di 15 107 abitanti.

## Società

### Evoluzione demografica
| Censimento del 1992 | Censimento del 2002 |
| 13757 ab.           | 15107 ab.           |